# Monique Keraudren
Monique Keraudren-Aymonin (1928 - 1981) foi uma botânica francesa.
Foi pesquisadora e taxônoma no Museu Nacional de História Natural, em Paris.
Especializou-se na flora de Madagáscar e de Comores, da família Cucurbitaceae. 

## Publicações selecionadas
- 1970. Mitteilungen der Botanischen Staatssammlung München. 10 Proc. of the 7º plenary meeting of the Association pour l'Etude Taxonomique de la Flore de l'Afrique Tropicale, AETFAT, Munique, 7-12 de setembro de 1970
- 1978. Taxonomic aspects of African economic botany.  Proc. IX plenary meeting of Association pour l'Etude Taxonomique de la Flore d'Afrique Tropicale, AETFAT, Las Palmas de Gran Canaria, 18-23 de março de 1978

## Honras
- A spp. Adenia keraudreniae,  Stapelianthus keraudrenae foi nomeada em sua honra.